# 特定发育障碍
特殊性发育障碍是一类特殊的学习障碍和相关的发育障碍。

## ICD-10分类法
第十版国际疾病与相关健康问题统计分类（ICD-10） 把特殊性发育障碍分为四类：特殊性语言发育障碍，特殊性学习能力发育障碍，特殊性运动功能发育障碍，混合型特殊性发育障碍。

### 特殊性语言发育障碍
- 特殊性语言发音障碍（F80.0）
- 语言表达障碍（F80.1）
- 语言接收障碍（F80.2）
- Acquired aphasia with epilepsy Landau-Kleffner syndrome（F80.3）
- 其他语言发育障碍 （F80.8）
  - Lisping
- 非典型特殊性语言发育障碍 （F80.9）

### 特殊性学习能力发育障碍（SDDSS）
- 特殊性阅读障碍（F81.0）
- 特殊性拼写障碍（F81.1）
- 特殊性运算能力障碍（F81.2）
- 混合型特殊性学习能力发育障碍（F81.3）
- 其他学习能力发育障碍 （F81.8）
- 非典型特殊性学习能力发育障碍 （F81.9）

### 特殊性运动功能发育障碍
- 特殊性运动功能发育障碍（F82）

### 复合型特殊性发育障碍
- 复合型特殊性发育障碍 （F83）

## DSM-IV-TR分类法
第四版的文本Diagnostic and Statistical Manual of Mental Disorders (DSM-IV-TR)把特殊性发育障碍分类为社交障碍，学习障碍和运动能力障碍。

### 学习障碍
- 运算障碍（315.1）
- 阅读障碍（315.0）
- 书写表达障碍（315.2）
- Learning Disorder Not Otherwise Specified（315.9）

### 运动能力障碍
- Developmental Coordination Disorder（315.4）

### 社交障碍
- 语言表达障碍（315.31）
- Phonological Disorder（315.39）
- 混合型语言表达接收障碍（315.32）
- Stuttering（307.0）
- Communication Disorder Not Otherwise Specified（307.9）

## 参看
- 发育障碍
- 广泛性发育障碍
- 学习障碍
- Attention-deficit hyperactivity disorder
- Picture thinking

Template:心理疾病